# Chris Boucher
Chris Boucher (ur. 11 stycznia 1993 w Castries) – kanadyjski koszykarz, występujący na pozycjach silnego skrzydłowego lub środkowego, mistrz NBA z 2018, obecnie zawodnik Toronto Raptors.
20 lipca 2018 został zawodnikiem Toronto Raptors.

## Osiągnięcia
Stan na 14 czerwca 2019, na podstawie, o ile nie zaznaczono inaczej.
NCAA
- Uczestnik:
  - NCAA Final Four (2017)
  - rozgrywek Elite 8 turnieju NCAA (2016, 2017)
- Mistrz:
  - turnieju konferencji Pac-12 (2016)
  - sezonu regularnego Pac-12 (2016, 2017)
- Zaliczony do:
  - I składu:
    - defensywnego Pac-12 (2016, 2017)
    - turnieju Pac-12 (2016)

  - składu Pac-12 Honorable Mention (2016, 2017)
- Lider Pac-12 w[4]:
  - blokach (2016, 2017)
  - skuteczności rzutów za 2 punkty (2016)

NJCAA
- Zawodnik roku NJCAA Division I (2015 według Spaldinga)
- Zaliczony do I składu NJCAA All-American (2015)

NBA
- Mistrz NBA (2018, 2019)

Indywidualne
- MVP sezonu G-League (2019)[5]
- Obrońca roku G-League (2019)[5]
- Zaliczony do I składu:
  - G-League (2019)[5]
  - defensywnego G-League (2019)[5]
- Lider D-League w blokach (2019)